# Sho Ito
Sho Ito (伊藤 翔 Ito Sho?), född 24 juli 1988 i Aichi prefektur, är en japansk fotbollsspelare.
Ito började sin karriär 2007 i Grenoble. 2010 flyttade han till Shimizu S-Pulse. Efter Shimizu S-Pulse spelade han för Yokohama F. Marinos och Kashima Antlers.